# Justo Botelho
Justo Botelho Santiago (Paracatu, 20 de outubro de 1935) é um ex-pentatleta olímpico e militar brasileiro.
Desde criança, Justo Botelho montava a cavalo, corria e nadava. Ingressou na Escola Preparatória de Cadetes e foi para Fortaleza, transferindo-se, depois, para Resende, na Academia Militar de Agulhas Negras, onde conheceu o pentatlo moderno. Treinava esgrima, tiro e equitação no Fluminense.
Participou dos Jogos Pan-Americanos de 1959 em Chicago, na condição de reserva. No ano seguinte, foi aos Jogos Olímpicos de 1960, em Roma, obtendo a 27ª posição no individual, e 13ª por equipes no pentatlo moderno. Justo Botelho passou um grande transtorno nas classificatórias para os Jogos Olímpicos de Roma. Antes da prova de equitação houve um sorteio dos cavalos e Santiago ficou com um animal cego de um dos olhos. Ao questionar o dono se o cavalo poderia competir, ele respondeu que sim, contanto que o atleta posicionasse o olho com visão do animal em direção ao obstáculo. Feito isso, Justo Botelho Santiago conseguiu se classificar.
Conquistou a medalha de prata por equipe nos Jogos Pan-Americanos de 1963, em São Paulo.
Saiu do Exército aos 46 anos. Formado em educação física, lecionou em Brasília, e depois, mudou-se para Pelotas, no Rio Grande do Sul, onde é instrutor de voo livre.